# Polydesmus subvittatus
Polydesmus subvittatus är en mångfotingart som beskrevs av Peters 1864. Polydesmus subvittatus ingår i släktet Polydesmus och familjen plattdubbelfotingar. Inga underarter finns listade i Catalogue of Life.